# Fustagno

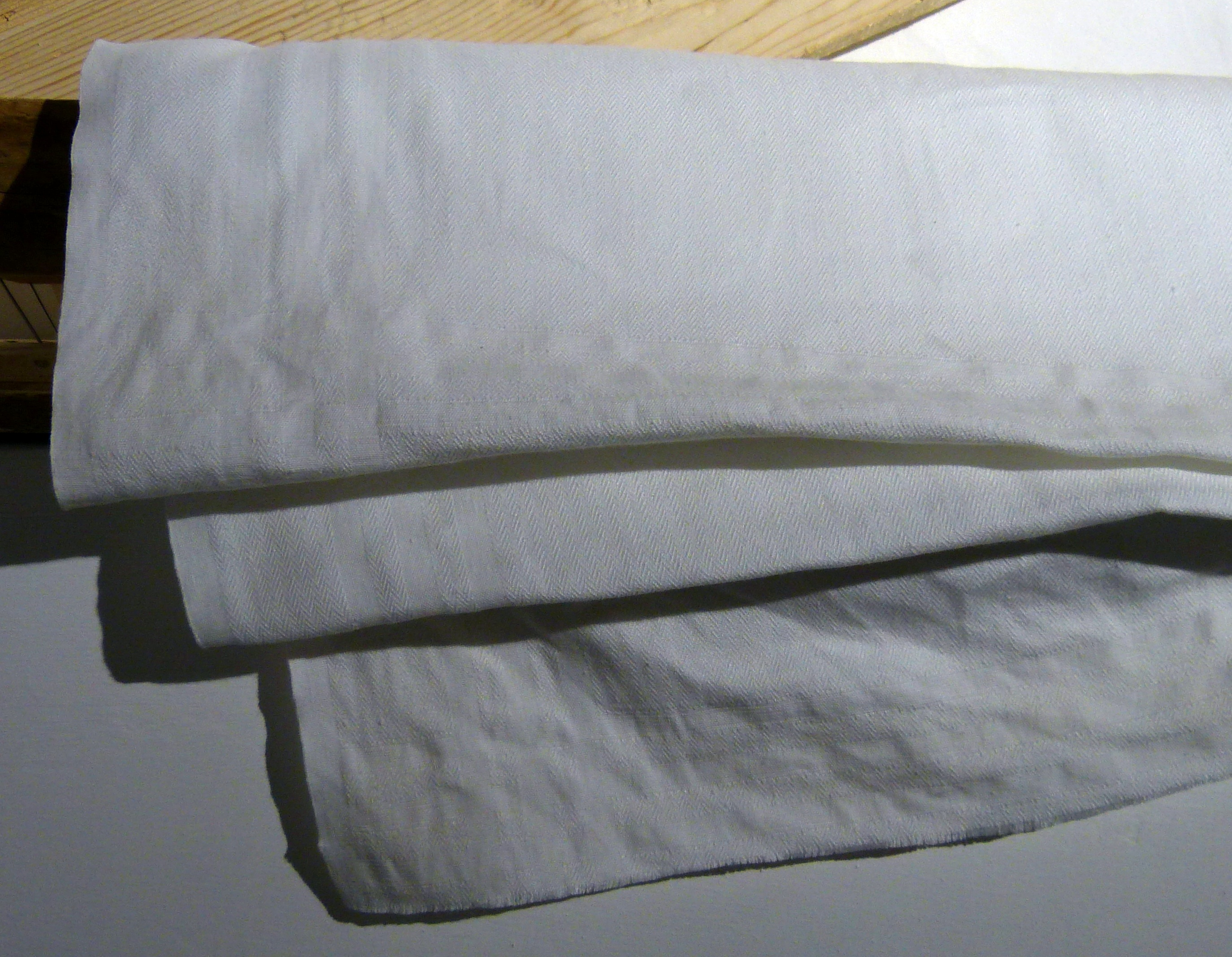
Fustagno

Il fustagno è un tessuto resistente con armatura a saia a 3 o a 4.
(Marzia Cataldi Gallo p. 72)
Adatto alla confezione di abbigliamento maschile, da lavoro e da caccia, era usato per biancheria da letto e fodere previa sbiancatura. Varietà di fustagno sono il beaverteen, il moleskin e il doeskin che imita le pelle di daino.

## Etimologia
Prende il nome da El Fustat, sobborgo de Il Cairo, in Egitto; a sua volta, il toponimo deriva dal latino fossatum, nome dell’epoca romana.

## Storia
Conosciuto sin dal Medioevo era un tessuto pregiato per la sua componente di cotone, che essendo importato dall'India dai mercanti veneziani, risultava notevolmente più costoso del lino di produzione europea. Dall'Italia si diffuse nel XIII secolo, attraverso la Francia, nel resto d'Europa: il più pregiato, almeno tra i secoli XVI e XVIII, era prodotto a Milano.
Dal XV secolo la zona di Chieri si specializza nella produzione di un fustagno di colore blu, tinto con il guado, grazie anche alle misure protezionistiche dei duchi di Savoia, i quali però non avevano un porto idoneo al commercio su vasta scala (nonostante gli approdi di Nizza e di Villafranca). Pertanto il commercio era quasi monopolizzato da mercanti genovesi: fino alla metà del XVIII secolo, dal porto di Genova, il fustagno veniva trasportato nei principali porti dell'Atlantico, soprattutto nei Paesi Bassi, in Inghilterra e in America.
Il cotone, con la diminuzione del costo, passò dall'essere tessuto pregiato a stoffa per abiti da lavoro; in fustagno sono fatti gli abiti dei butteri toscani.

## Caratteristiche
Anticamente era realizzato con un ordito in lino e la trama in cotone, oggi interamente in cotone o in lana. Le sue caratteristiche sono la robustezza e resistenza (per i materiali usati) unite alla morbidezza (per l'armatura a saia) e alla mano scamosciata (per il finissaggio ottenuto con la smerigliatura), che gli dà l'aspetto vellutato.
Il fustagno è molto simile al tessuto denim dei jeans, che probabilmente ne è una derivazione. La differenza tra loro è data dal colore dell'ordito: nel fustagno trama e ordito sono del medesimo colore, nel denim la trama è bianca o écru e l'ordito blu.